# مسجد غیاث
 مسجد غیاث  یکی از مساجد تاریخی ومعماری بندر لنگه واقع در بخش مرکزی شهرستان بندر لنگه و از نقاط دیدنی استان هرمزگان در جنوب ایران است.

این مسجد در وسط محلهٔ «البلوکیه» واقع می‌باشد. بنیانگذاری آن توسط شخصی به نام حاجی غیاث
بوده‌است. در سده سزده هم هجری قمری بنیان مسجد مذکور پایان یافته‌است. این مسجد چند بار مرمت شده‌است، و آخرین تعمیر و بازسازی آن در سال ۱۴۱۰ هجری قمری بوده‌است، هنگامی که مسجد در حال ویران و سقوط رسیده بود، توسط سلطان العلماء شیخ الاسلام محمد علی خالدی مسجد از اساس کنده و کاملاً باسازی نمود. این مسجد دارای یک شبستان بزرگ زمستانی می‌باشد. ستونهای مسجد با گچ بری‌های زیبا و برجسته تزئین شده‌است.